# Pedagogia Waldorf

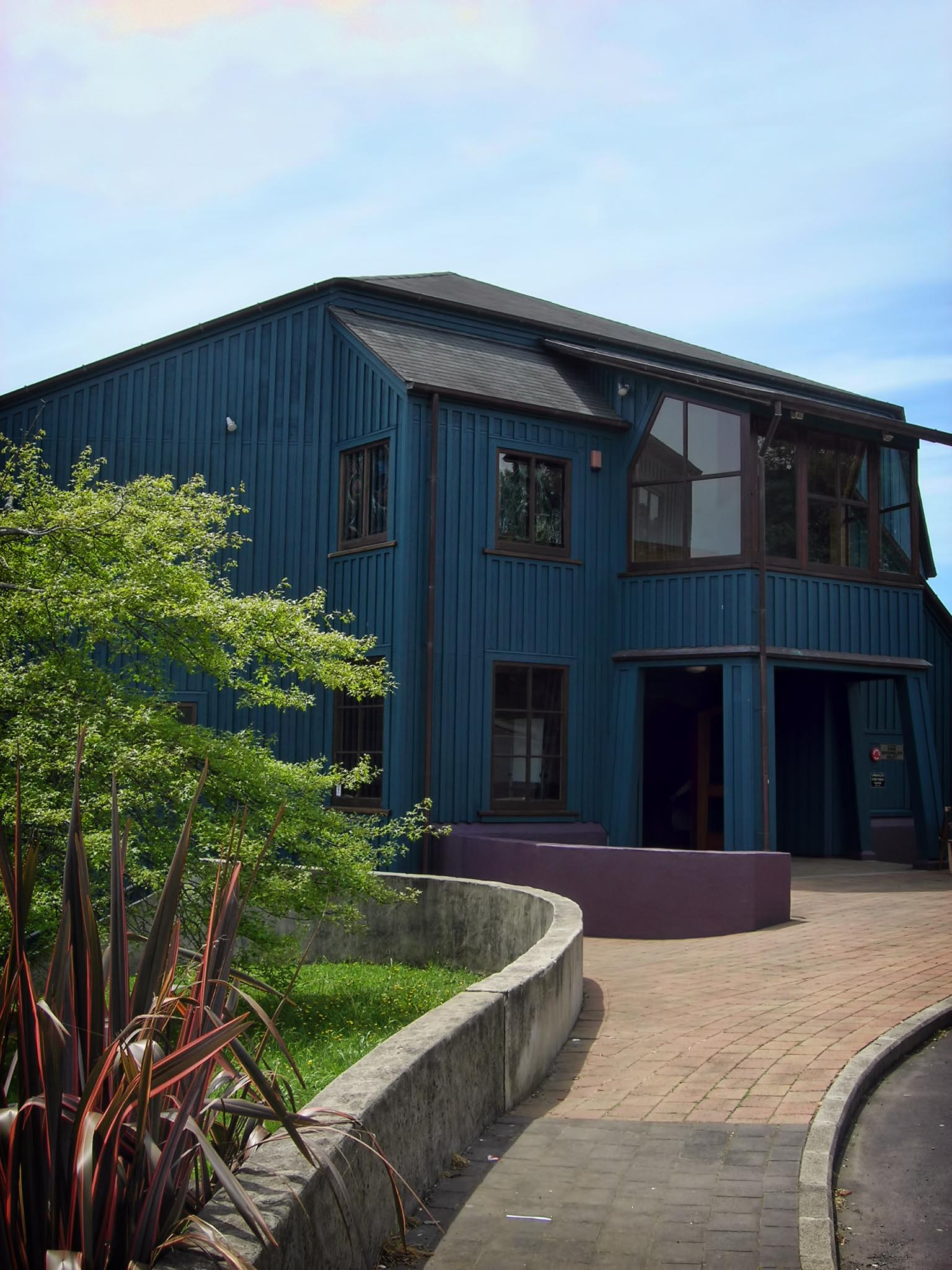
Escola Waldorf em Auckland, na Nova Zelândia

A Pedagogia Waldorf é uma abordagem pedagógica baseada na filosofia da educação do filósofo austríaco Rudolf Steiner, fundador da antroposofia. A pedagogia procura integrar de maneira holística o desenvolvimento físico, espiritual, intelectual e artístico dos alunos. O objetivo é desenvolver indivíduos livres, integrados, socialmente competentes e moralmente responsáveis. As escolas e professores possuem grande autonomia para determinar o currículo, metodologia e governança.
Existem atualmente mais de 1092 Escolas Waldorf no mundo e cerca de 1857 jardins de infância, localizados em mais de 64 países, sendo assim um dos maiores movimentos educacionais independentes do mundo.
Criada em 1919 em Estugarda, na Alemanha, tem como base o conceito de que o desenvolvimento de cada ser humano é único. Assim, o ensino deve levar em conta as diferentes características de cada indivíduo. Um mesmo assunto que se pretende ensinar é abordado várias vezes durante o ciclo escolar, mas nunca da mesma maneira, e sempre respeitando a capacidade de compreensão de cada um. 
Fundamentalmente, esta pedagogia tem, como objetivo, desenvolver a personalidade de forma equilibrada e integrada, estimulando o florescimento na criança e no jovem de: clareza do raciocínio; equilíbrio emocional; e iniciativa de ação. Inúmeros artistas, profissionais, políticos e famosos foram alunos em escolas waldorf no mundo inteiro. 

## Descrição

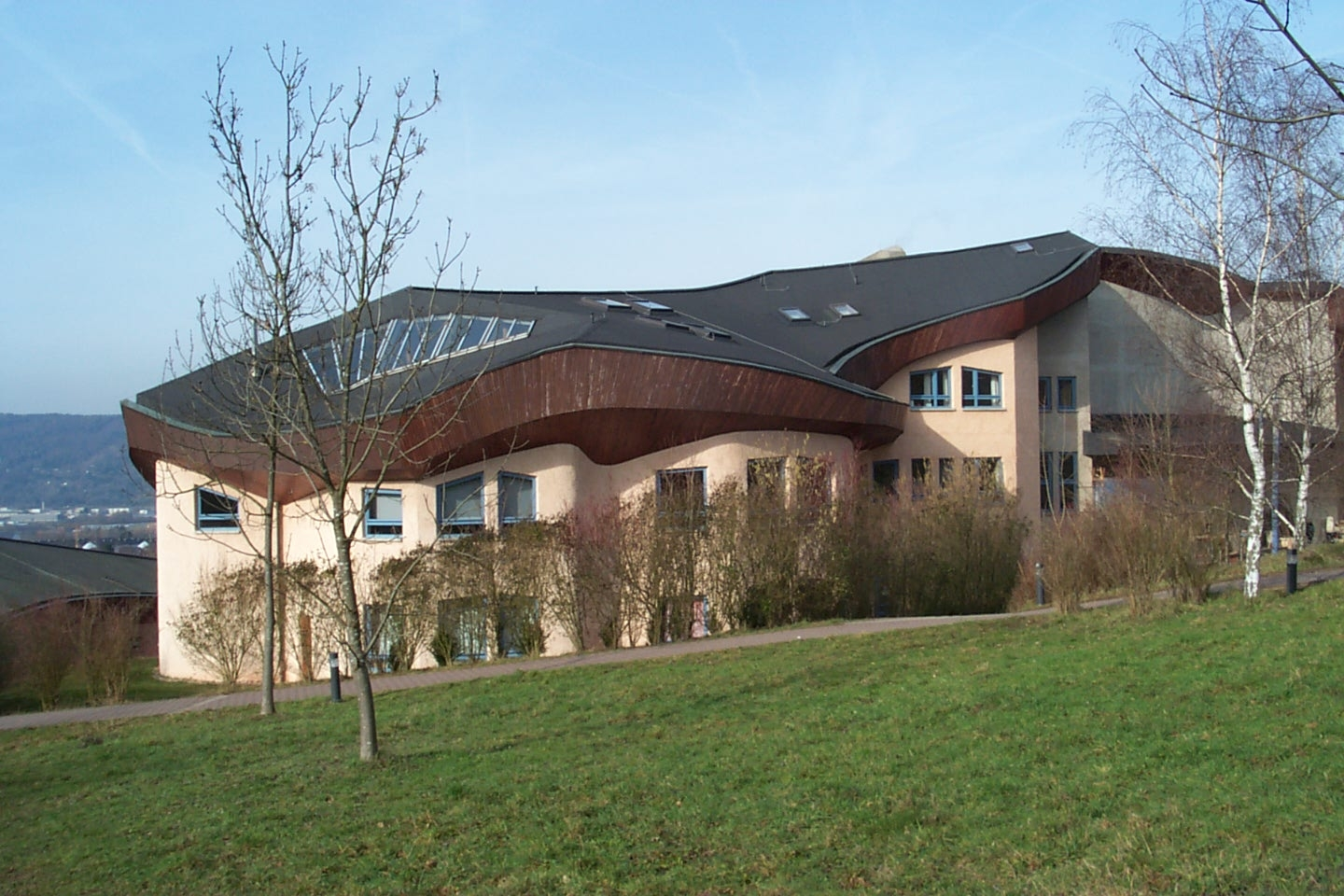
Escola Waldorf em Tréveris, na Alemanha

Para atingir a formação do ser humano, ela pretende atuar no desenvolvimento físico, anímico e espiritual do aluno, incentivando o querer (agir) por meio da atividade corpórea das crianças em quase todas as aulas. O sentir é estimulado na constante abordagem artística e nas atividades artesanais específicas para cada idade. O pensar é cultivado paulatinamente, desde a imaginação incentivada por meio de contos, lendas e mitos – no início da escolaridade –, até o pensar abstrato rigorosamente científico do ensino médio (colegial).[carece de fontes?]
A pedagogia Waldorf incentiva e encoraja a criatividade, nutre a imaginação e conduz os alunos a um pensamento livre e autónomo. Uma das características marcantes da pedagogia Waldorf é o fato de não se exigir, do aluno, o cultivo precoce do pensamento abstrato. Almeja-se que as aulas sejam um preparo para a vida. Procura-se desenvolver as qualidades necessárias para que os jovens floresçam e saibam lidar com as constantes e velozes mudanças que se apresentam no mundo com criatividade, flexibilidade, responsabilidade e capacidade de questionamento. 
Entende-se que o jovem, cada vez mais, precisa ser articulado e capaz de se comunicar claramente, tanto se abrindo para o que os outros têm a dizer como encontrando a melhor forma para expressar seus pensamentos ao mundo. Para alguns a pedagogia pode parecer revolucionária até hoje, porém o melhor termo que a define é apenas bom senso. Dois exemplos: a escola evita os eletrônicos para crianças, os brinquedos, no geral, são artesanais, onde inclusive incentiva-se pais e mães a fazerem brinquedos simples para os filhos. [carece de fontes?]

## Análise de desempenho
A análise do desempenho de escolas Waldorf em comparação com outras escolas é considerada por muitos inconclusiva, devido à escassez de relatórios imparciais de teor quantitativo e qualitativo. Isto ocorre devido ao fato de que o conceito de avaliação por notas ser considerado contrário aos ideais da escola Waldorf. Muitas escolas dão notas nos últimos anos para acostumarem os alunos a esse método de avaliação que encontrarão fora da pedagogia Waldorf.
Existem, entretanto, vários estudos quantitativos sobre o excelentes resultados das escolas Waldorf. Vale citar os artigos de Douglas Gerwin e David Mitchell, "Standing out without standing alone: profile of Waldorf School graduates", com várias tabelas e com estatísticas mostrando o excelente desempenho dos formandos em escolas Waldorf nos Estados Unidos. E o trabalho de Wanda Ribeiro e Juan Pablo com ex-alunos da Escola Waldorf Rudolf Steiner de São Paulo, no Brasil.

## Escolas Waldorf do Brasil
No Brasil diversas as instituições oferecem ensino fundamental, ensino médio e jardim de infância usando a pedagogia Waldorf.
A Pedagogia Waldorf chegou ao país há mais de 50 anos. A primeira escola se instalou em São Paulo e foi denominada de Rudolf Steiner, fundador desta pedagogia. Hoje, há mais de 70 escolas Waldorf pelo Brasil, somando mais de 10 mil estudantes.